# El Gorro Blanco
El Gorro Blanco fue una revista española de contenido exclusivamente culinario, de periodicidad mensual cuyo fundador y director fue el gastrónomo Ignacio Doménech. 

## Historia
Ignacio Doménech, tras un viaje a Francia, publicó su primera revista culinaria en abril de 1904 y la denominó La cocina elegante. Más tarde, en septiembre de 1906, nació el primer número de la revista, El gorro blanco. La revista tuvo dos tiradas una con sede en Madrid durante el periodo 1906-1921 (primera época) y posteriormente en Barcelona durante 1921-1945 (segunda época). Se puede decir que fue la revista culinaria más importante de la primera mitad del siglo XX en España, el público objetivo eran profesionales de la cocina, y las mayores firmas de la época escribían en ella artículos gastronómicos y recetas.
En ella escribieron los más insignes gastrónomos y cocineros de comienzos del siglo XX. El subtítulo rezaba «Revista Española del Arte de la Gastronomía». Entre ellos estaba Teodoro Bardají, Félix Ibarguren (apodado Xixito o Shishito), Antonio Azcoaga, Loreto Capella, Máximo Bourdette, etc. El Gorro Blanco finalizó su publicación en el año 1945 y al finalizar había publicado cerca de cuatrocientos cuarenta números, dando lugar a un servicio de divulgación culinaria de más de cuarenta años.